# Генрі Мортон Стенлі
Генрі Мортон Стенлі (англ. Henry Morton Stanley; 28 січня 1841 — 10 травня 1904) — відомий валлійський журналіст, мандрівник Африкою, що відкрив річку Конго, гірський масив Рувензорі, розгадав загадку витоків Білого Нілу (Бахр-ель-А'яд).

## Молоді роки
Стенлі народився у містечку Денбіг на південному заході Уельсу в бідній родині. У дитинстві він носив ім'я батька — Джона Роуланда. Перші 5 років Генрі виховував його дід, а після його смерті мати віддала Генрі на виховання до сусіда-фермера. Але той відправив майбутнього мандрівника до притулку. Багато пізніше Стенлі казав: «Мене ніщо вже не зможе злякати після того, що я пережив у притулку».
У 1856 році Стенлі жорстоко побив вчителя притулку й утік із нього. Через деякий час він влаштувався юнгою на корабель і вирушив до Америки. Внаслідок знущань боцмана Генрі залишається у Новому Орлеані. Тут він зустрів торговельного посередника, на прізвище Стенлі, який через якийсь час його всиновив та допоміг здобути освіту.
Після смерті свого нового батька Стенлі взяв участь у громадянській війні в США — спочатку на боці південних штатів, а потім перейшов на бік північних. Після війни він працював на бавовняних плантаціях, ходив по річках Північної Америки та на морських суднах. Свої спостереження він занотовував та надсилав до різних газет. Незабаром його запросили на посаду постійного кореспондента в газету «Нью-Йорк геральд».
Як штатний працівник газети, Стенлі об'їздив американський захід, побував в Іспанії та Передній Азії. У 1867 році взяв участь у британському поході проти Ефіопської імперії, а в 1869 був присутнім при відкритті Суецького каналу.

## Африканські подорожі

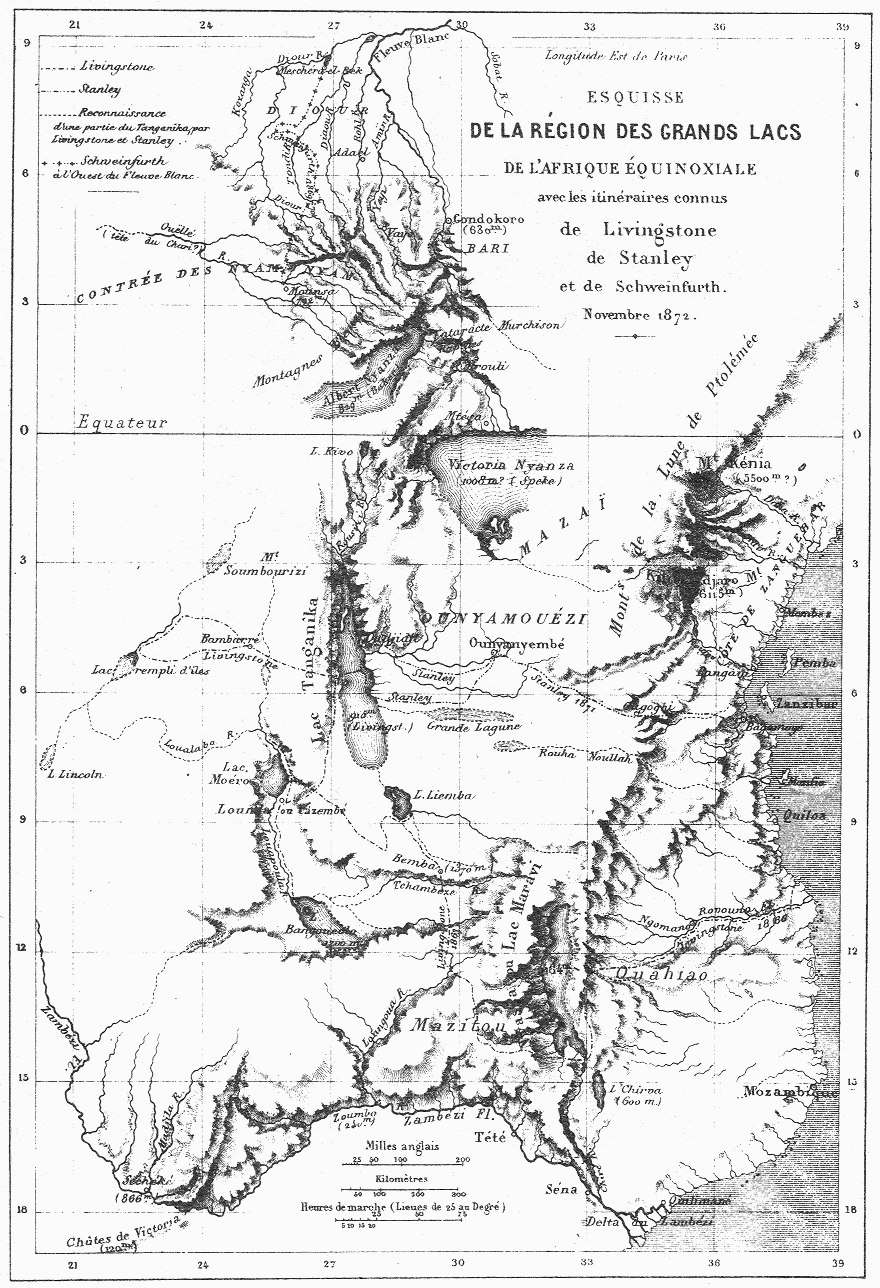
Карта озер Танганьїка та Вікторія. Район пошуків Генрі Стенлі шотландського дослідника Девіда Лівінгстона

У 1871 році за дорученням видавця та власника газети Гордона Баннета Генрі Стенлі вирушив на пошуки зниклого шотландського мандрівника Девіда Лівінгстона. Експедиція висадилася у місті Багамайо. Вона складалася з п'яти загонів загальною чисельністю 200 осіб. З останнім загоном Стенлі вирушив 21 березня 1871 року у напрямку озера Танганьїка. Під час дослідження берегів озера на південь від Бурунді експедиція отримала відомості стосовно країни Уджіджі, де, як розповідали місцеві жителі, знаходиться якась біла людина. 28 жовтня Стенлі й Лівінгстон зустрілися у великому селищі Уджіджі на березі озера Танганьїка. Разом вони продовжили дослідження околиці й завершили свою подорож в Таборі (Уніаніембе) — найбільшому поселенні у Центральній Африці того часу. Ця мандрівка зробила Стенлі відомим на весь світ.
Стенлі після своєї мандрівки захопився Африкою і вирішив продовжити її дослідження. Він вирішив відшукати витоки Нілу. Фінансування нової експедиції взяли на себе газети: американська «Нью-Йорк геральд» та лондонська «Дейлі телеграф». У листопаді 1874 року із загоном чисельністю понад 300 осіб Стенлі вирушив у похід. Його подорож розпочалася з м. Багамайо, який продовжився до озера Вікторія. Тут він отримав чіткіші дані щодо розмірів та берега озера. Стенлі зумів знайти джерело Білого Нілу, яким виявилася річка Кагера, що витікає з озера Вікторія. Після цього експедиція попрямувала на захід. В Уганді Стенлі відкрив гірський масив Рувензорі, озеро Едуард, потім уточнив обриси озера Танганьїка. Продовжуючи свій шлях далі на захід, Генрі Стенлі досяг Н'янгве на верхній частині річки Луалаба (притоку Конго) й вирішив спуститися униз по річці. Стенлі узяв у арабських работоргівців 18 човнів і вирушив у плавання по річці. 8 серпня 1877 року він дістався до пониззя річки Конго. Тут загін Стенлі витримав близько 30 бойових сутичок, перетнув багато стремнин та водоспадів й по суходолу дістався Атлантичного океану. З загону у 369 осіб вижило лише 109. Єдиним живим з європейців був Генрі Стенлі (при цьому він пережив 23 напади гарячки, яку ймовірно спричинила малярія). Але результати його експедиції були вражаючими — річка Конго була розвідана по всій своїй довжині, Африканський материк було перетнуто у районі екватора, шлях до його центральних частин відкрито для європейців.
У 1879 році за дорученням короля Бельгії Леопольда II Генрі Стенлі вирушив у нову експедицію. Офіційною метою було розвиток торгівлі. Фактичним завданням — створити державу Конго під протекторатом Бельгії. І Стенлі з цим завданням чудово впорався. З 1879 по 1884 рік була створена велика колонія, яка охопила майже увесь басейн річки Конго. Мандрівник заклав декілька опорних пунктів, зокрема місто Леопольдвіль — адміністративний центр колонії. Під час своєї колонізаторської діяльності Генрі Стенлі відкрив також озеро, яке отримало назву озера Леопольда.

## Повернення до Великої Британії
По приїзді до Великої Британії у 1884 році Г. Стенлі було обрано директором Африканського товариства. Слава його як дослідника цього континенту була величезною. Він незабаром узяв участь у Берлінській конференції, яка створила Вільну державу Конго (але під контролем Бельгії). У 1887 році він побрався із журналісткою Дороті Тенант, але не встиг відсвяткувати весілля. Його допомога знадобилася, щоб врятувати Мехмед Емін-пашу.

## Нова експедиція в Африку
Під час повстання махді у Північному Судані проти єгиптян та британців було відрізано від зовнішнього світу губернатора Екваторіальної провінції Судану Мехмеда Емін-пашу — відомого дослідника Східної Африки. Тому Стенлі було доручено очолити експедицію, яка повинна була врятувати Емін-пашу. У березні 1887 року Генрі Стенлі із загоном у 620 осіб вирушив вгору по річці Конго, дістався місця впадання до неї річки Арувімі. Тут він залишив частину загону у 257 осіб на чолі із майором Бартелоттом. З іншими попрямував далі. Під час свого подальшого шляху у ході сутичок з місцевими племенами Стенлі втратив понад 100 осіб. А проте, експедиція просувалася у глиб Африки й досягла річки Ітурі. У цьому місці Г. Стенлі став першим європейським дослідником, хто побачив племена пігмеїв. 29 квітня 1888 поблизу озера Альберт відбулася зустріч Генрі Стенлі й Мехмеда Еміна-паши. Було вирішено повертатися до річки Арувімі. Тут вони дізналися, що майор Бартелотт й більша частина залишеного загону загинули. І все ж таки експедиція через 8 місяців зуміла дістатися м. Багамайо.

## Останні роки життя
В Європу Генрі Стенлі повернувся тріумфатором. Королева Великої Британії Вікторія надала йому звання дворянина. Незабаром Стенлі став депутатом британського парламенту. Після цього побував в Австралії, де з 1895 по 1902 рік входив до складу палати громад.
Водночас відбулося весілля з Дороті Тенант. Але вже 10 травня 1904 року Стенлі помер у Лондоні.

## Праці Генрі Стенлі
- Як я відшукав Лівінгстона. 1872 рік.
- Скрізь Чорний материк. 1878 рік.
- У нетрях Африки. 1890 рік.